# Новска
Новска (хорв. Novska) — город в Хорватии, в центральной части страны.
Четвёртый по величине город жупании Сисак-Мославина после Сисака, Петриньи и Кутины. Население — 7 028 человек (2001).

## Общие сведения
Новска расположена на юго-восток от Загреба (расстояние до столицы — 85 километров). В 20 километрах к северо-западу расположен город Кутина, в 25 километрах к северо-востоку находится Пакрац, в 40 к востоку — Нова-Градишка. В 8 километрах к югу проходит граница с Боснией и Герцеговиной, идущая здесь по реке Саве.
Новска стоит на автомобильной и железнодорожной магистрали Загреб — Славонски-Брод — Белград. Другие дороги идут на юг, в сторону Боснии и на север — к Пакрацу и Дарувару. От основной магистрали здесь ответвляется железнодорожная ветка Новска — Сисак.

## История
Новска впервые упомянута в 1334 году, однако вплоть до конца XIX века была небольшой деревней. После строительства железной дороги Новска стала транспортным узлом, что вызвало её рост и превращение в город. В XX веке в городе построено несколько промышленных предприятий.

## Достопримечательности
- Церковь св. Луки, построена в 1757 году.